# Astrotrichilia asterotricha
Astrotrichilia asterotricha là một loài thực vật có hoa trong họ Meliaceae. Loài này được (Radlk.) Cheek mô tả khoa học đầu tiên năm 1989.